# 大門五郎
大門 五郎（だいもん ごろう、Goro Daimon）は、SNKの対戦型格闘ゲーム『ザ・キング・オブ・ファイターズ』シリーズに登場する架空の人物。フルネーム表記で無い場合はゲームやメディア等では姓である『大門（DAIMON）』と表記され、名である「五郎」は基本的に用いられない。

## キャラクター設定
柔道の元オリンピック金メダリスト。しかし柔道に限界を感じて山篭りをし、柔道技と組み合わせての我流格闘術と地面を叩いて揺らす技「地雷震」を習得する。
さらに全日本異種格闘技戦に出場して3位の結果を残し、同大会の1位の草薙京と2位の二階堂紅丸とチームを組んで『ザ・キング・オブ・ファイターズ』（以下『KOF』と表記）大会に出場した。
『KOF'97』（以下『'97』と表記）で恩師の頼みで一旦『KOF』から引退して柔道界へ戻ることを決意し、以後は後進の育成に励んでいたが、『KOF2001』（以下『2001』と表記）から紅丸に京が戻ってきたことを契機に参加を頼まれ、『KOF』への再戦を果たす。『KOF XI』では2度目の欠場をしているが、2009年に稼動した『KOF XII』（以下『XII』と表記）において再び登場し、『KOF XIII』（以下『XIII』と表記）、『KOF XIV』（以下『XIV』と表記）と3大会連続で出場している。

### 人物
名前の通り、8人兄弟の五男。シリーズ当初は独身という設定だったが、『2001』以降は結婚して一児をもうけたことが明かされ、幼い息子の虎五郎（こごろう）を『KOF』引退から復帰後の出場時に連れてくるようになった。
『KOF'94』（以下『'94』と表記）からのチームメイトであり、生まれつき炎を出せる京や帯電性質のある紅丸と違い、特異な能力を持たない常人である。当人はそのことにコンプレックスを抱いているようであり『KOF2003』（以下『2003』と表記）のエンディングで矢吹真吾が炎を出せるようになったことを主張すると、それを必死に否定するような発言も見られた。
『KOF'96』（以下『'96』と表記）の主人公チームのエンディングでは留年し続ける京を心配してか、早く卒業するように諭した。
同じ日の丸の鉢巻をトレードマークとしていることからジョー・ヒガシとは気が合うらしく、『KOF'98』（以下『'98』と表記）の特殊エンディングでユリ・サカザキに日の丸の鉢巻を巻かせようとしている。
寡黙で口数が少なく、勝利メッセージも同様。だが、京や紅丸とは違い、敗北したチームに対して思いやる心を持っている。また、温厚な性格の持ち主であり、努力家でもある。『KOF京』では、仕事をしているが自分に何かできることがあれば協力するということを京に話している。
プロフィールにもある通り、『'94』時の好きな食べ物がチョコレートサンデー（『KOF'95』（以下『'95』と表記）以降はざるそばに変更）であったりと、意外な一面がある。また、『KOF京』ではまだ未婚の設定であり、自身が柔道を教えている大学の助教授（本名不明）に一目惚れし、京と真吾にそのことに付いて相談したところ、真吾に相手が人間なのかどうか疑われた。京曰く「大門は柔道一筋30年の人生を歩んできたし、下手をすると女と喋るのも今回が初めてかもしれない」と話していた。その一目惚れした助教授からは、「大門が本気で戦っている時の脳波を調べたい」ということを言われるなど、モルモットとして利用されているのだが、彼女の研究内容をオロチ八傑集が利用しようと襲撃してきた際には激怒し、京とともに彼女を守って戦う。この戦いで勝利した場合は『KOF』に参加させて欲しいと京に頼み出場することになるが、敗北した場合はオロチ一族の襲撃から彼女を守るため『KOF』への参加を見送ることになる。
小説版では京や紅丸から「ゴローちゃん」と呼ばれている。『MAXIMUM IMPACT 2』でも京ストーリーで紅丸が大門を「ゴローちゃん」と呼んでいる。
タクマ・サカザキのことを「師範」と呼び、柔道と極限流空手で、種目と流派が全く別物であるが、彼のことを非常に慕っている。
『XIII』ではリョウ・サカザキとの対戦前のデモで、リョウから「あんた、今度機会があったら一緒に山篭りでもしてみないか？」と誘われ、その旨に対し大門自身は「それはワシとしても願ったりかなったりだ。」と彼からの誘いを好意的に受け止めており、また彼と闘って自身が勝利した場合には「機会があれば、そちらの道場にお邪魔したいものよ。出稽古も時には良いものだ。」と大門自身のほうからも、サカザキ家の極限流空手の道場に興味を示す発言をしている。

### カプコンとのクロスオーバー
『CAPCOM VS. SNK』シリーズではプレイヤーキャラクターとしては登場していないが、京と紅丸の対戦時に背景に登場する。
『SNK VS. CAPCOM 激突カードファイターズ』シリーズでは全ての作品に個別キャラクターカードが存在する。ニンテンドーDS版のみ虎五郎と一緒に登場する。

## ゲーム上の特徴
いわゆる「投げキャラ」に分類されるが、『KOF』シリーズではコマンド投げが仰け反り中の相手も投げられるため、投げを組み込んだ連続技も可能。リーチが長く、判定も強い通常技を持つため、それらを振り回しての牽制などが戦術として成り立つ。攻撃力は高く、有無を言わさず相手を捻じ伏せることもできる。「天地返し」は登場作品を通して有効間合いが広く、威力も高い高性能な投げ技である。なお、相手の体力を削る技を持たないことも特徴の1つである。
初登場となる『'94』では、動きがやや鈍重で機動力が低かったが、『'95』で「雲つかみ投げ」や「切り株返し」を習得したことで、空中の相手や地上戦にもわずかながら対応できるようになった。
『'96』以降で多数のコマンド投げを習得するようになってからは、打撃と投げの両方を駆使して戦うようになる。立ち強攻撃やふっとばし攻撃を始め、打撃攻撃は攻撃判定・威力ともに優れており、大門の強さを支える。相手の動きを通常技で潰しながら、ダッシュや無敵時間のある「超受け身」で接近し、「天地返し」や「地獄極楽落とし」を決めて大ダメージを奪うのが基本戦法。
打撃と投げを両立させたキャラクターであり、登場するごとに強さを増している。ゲームバランスが『KOF』シリーズ中で最も良いとされる『'98』でもかなりの強さを発揮している。さらに『2003』ではデュオロンと並んで（揃って「DDコンビ」と呼ばれる）ゲームバランスを壊すほどの強さを見せている。

## 技の解説

### 通常技
技名が公表されている『'94』〜『'96』の名称のみ記載。
| 操作                                            | 立ち（近距離） | 立ち（遠距離）                        | しゃがみ                              | 垂直ジャンプ                          | 前方ジャンプ                          | 後方ジャンプ                          |
| ----------------------------------------------- | -------------- | ------------------------------------- | ------------------------------------- | ------------------------------------- | ------------------------------------- | ------------------------------------- |
| 弱パンチ                                        | 胃突き         | 胸突き                                | 突き                                  | 跳び直突き                            | 跳び直突き                            | 跳び直突き                            |
| 強パンチ                                        | 腹裏拳         | 両手突き                              | 『'95』以前：頭上払い 『'96』：頭突き | 跳びひじ落とし                        | 跳びひじ落とし                        | 跳びひじ落とし                        |
| 弱キック                                        | 顔蹴り         | 下段蹴り                              | 足払い                                | 跳びひざ蹴り                          | 跳びひざ蹴り                          | 跳びひざ蹴り                          |
| 強キック                                        | 横すくい蹴り   | 『'95』以前：顔蹴り 『'96』：鶏落とし | 突き蹴り                              | 跳び蹴り                              | 跳び蹴り                              | 跳び蹴り                              |
| 攻撃避け                                        | 木枯らし       | 木枯らし                              | -                                     | -                                     | -                                     | -                                     |
| 『'94』：スルーアタック 『'95』：カウンター攻撃 | 突き上げ       | 突き上げ                              | -                                     | -                                     | -                                     | -                                     |
| ふっ飛ばし攻撃                                  | 木倒打         | 木倒打                                |                                       | 『'94』：跳び蹴り 『'95』以降：葉磨打 | 『'94』：跳び蹴り 『'95』以降：葉磨打 | 『'94』：跳び蹴り 『'95』以降：葉磨打 |
| ダッシュ                                        | 早前進         | 早前進                                | -                                     | -                                     | -                                     | -                                     |
| バックステップ                                  | 早後退         | 早後退                                | -                                     | -                                     | -                                     | -                                     |

### 通常投げ
十字絞め（じゅうじしめ）
相手の首を連続で絞める技。首を絞めているだけだが、技中は相手の血が飛び散る。
横車（よこぐるま）
投げる方向を横にして相手を後ろにぶん投げる。「十字絞め」が発動する間合いより少し離れて強パンチボタンの投げを入力すると、この技が発動する。『'95』までの技。
送り足払い（おくりあしばらい）
強キックボタンの投げ技。相手の足を引っ掛けて倒す。『'95』ではパワーゲージがMAXの状態で、この技を決めると相手の体力を大きく減らすことがある。
つかみ叩きつけ（つかみたたきつけ）
『'96』にて追加された強パンチボタンの投げ技。相手を掴んで頭から叩き落す。「横車」が削除されたことで代わりにこの技が導入された。

### 特殊技
玉潰し（たまつぶし）
『'97』にて追加された特殊技。四股を踏んだようなモーションで相手を地面に叩き付ける。作品によっては大半の飛び道具をかき消す効果がある（巨大飛び道具の代表例である「覇王翔吼拳」をもかき消すことができる）。食らった相手はその場に強制ダウンする。『KOF2002』（以下『2002』と表記）で削除された。
頭上払い（ずじょうはらい）
腕を頭上に払う。空中の相手に対して使えるが、地上の相手にも当たる。発生は速く、弱攻撃からつながり、ここから「切り株返し」などのコマンド投げにつなげることも可能。『'95』までは通常技のしゃがみ強パンチであり、『'97』にて特殊技として導入された。

### 必殺技
地雷震（じらいしん）
両手で地面を叩き、地震を起こして攻撃する技。攻撃範囲は地上全体と幅広いが、ジャンプされると簡単に回避されるのが欠点。また、しゃがんだ状態の相手にも無効（しゃがみガードしているか否か、しゃがんだ状態で技を出しているかどうかは関係無し）。ただし、『'95』からフェイント版（強で出すと使える）があるので、相手の心理を惑わすことも可能。
この技を使うと、震動によって背景の待ちキャラクターも倒れてしまうが、『'95』以降は京と紅丸だけはこの技をジャンプして回避するようになった。
超受け身（ちょううけみ）
受身を取りながら前進する無敵移動技。緊急回避移動との違いは、技中は投げられ判定が無いこと、相手の裏に回れないこと。弱強の違いは、距離の違いと技の持続時間の違いである。
天地返し（てんちがえし）
相手を背負い投げで投げた後、続けて真上に放り投げる投げ技。
超大外刈り（ちょうおおそとがり）
大外刈りで相手を一回転させて地面に叩き付ける投げ技。オロチ編では、打撃技でもないのに、投げ技で唯一ヒット数が表示される。
雲つかみ投げ（くもつかみなげ）
空中に素早く腕を伸ばす。空中にいた相手に触れると、そのまま掴んで後方の地面に叩き付ける。対空手段のみならず地上の相手も掴めるが、打撃技扱いであるためガードで防ぐことが可能。
切り株返し（きりかぶがえし）
相手の足元を掴んで持ち上げて、そのまま地面に叩き付ける投げ技。実際にはガードできる打撃扱いの技だが、強攻撃からの連続技に組み込める。作品によっては下半身が無敵状態になっている。『'96』以降はしゃがみ強キックなどでダウンさせた後の追加攻撃として利用できるようになった（その際にダウン回避されると「切り株返し」は空振りする）。
裏投げ（うらなげ）
移動投げ。通常ダッシュと同じ走りで相手に近づき、相手に近づいた瞬間に背後に回りこんで、そのままバックドロップのように投げる。ただし、つかむまでの動作が遅い。
根っこ返し（ねっこがえし）
相手の攻撃を受け止め、反対側に飛び込み一本背負いを決めるカウンター投げ。主に下段判定以外の地上の攻撃を受け止める。

### 超必殺技
地獄極楽落とし（じごくごくらくおとし）
「超大外刈り」から始まり、ダウンさせた相手を5回連続で背負い投げを喰らわせて、最後に真上に放り投げる。『'95』までは相手を最後に放り投げて地面に叩き付けると爆発音が起こる。MAX版の場合、つかみ始めに間を置いてから投げが発動し、背負い投げの回数が倍ぐらいに増え、さらには真上に放り投げられた相手がそのまま地面に叩き付けられた直後に追撃の形で「地雷震」を決めてとどめを刺す。MAX版の威力は相当なもので、相手の耐久力によるが、体力の半分以上を奪う。
嵐の山（あらしのやま）
この技名は以下の連係技の総称である。
根っこ抜き（ねっこぬき）
両手を掲げたポーズを取る。相手が有効間合いにいれば技が発動して掴みにかかるが、有効間合い外にいるとそのまま硬直する。「根っこ返し」でのものと同じ飛び込み一本背負いを決める。投げ間合いが凄まじく広いほか、『'98』以降は最初のポーズ中はスーパーアーマー状態なので対空にも使うことができる。また、『'98 UM』ではカウンター投げに変更された。
続・切り株返し（ぞく・きりかぶがえし）
飛び込み一本背負いで投げた相手に、さらに「切り株返し」を決める。
続・ぶっこ抜き裏投げ（ぞく・ぶっこぬきうらなげ）
ノーマル版「嵐の山」のフィニッシュ。「切り株返し」の要領でもう一度相手を掴み起こし、砂埃を立てつつ裏投げを決める。『'97』では、この技の代わりに通常の「切り株返し」を決めた方が威力は大きかった。
続・天地返し（ぞく・てんちがえし）
MAX版「嵐の山」のフィニッシュ。もう一度相手を掴み起こすと、「地獄極楽落とし」同様に連続背負い投げの後で真上に放り投げ、落ちてきた相手に「雲つかみ投げ」を決める。なお『2001』以降では技名が「続・ぶっこ抜き裏投げ」となっているが、実際にはこの通りの技である。『KOF2002 UNLIMITED MATCH』（以下『2002UM』と表記）では名前が修正された。

冥土落とし（めいどおとし）
『2003』で追加された超必殺技。「根っこ返し」と同じモーションで相手の攻撃を受け、そのまま相手を地面に叩き付けるように投げるカウンター技。中段・下段を問わず取ることができる。
風林火山（ふうりんかざん）
『2002』のMAX2。「地雷震」で相手を怯ませた後に接近して「裏投げ」で投げ、倒れた相手に「地雷震」の要領で数回掌で攻撃、最後に雄叫びを上げながら四股を踏むような動作を取ると、爆発が起きて相手を吹き飛ばす。シリーズ中のあらゆる（超）必殺技の中でも屈指の攻撃力を誇り、最大で相手の体力の9割を奪う。
『2002UM』では地雷震の後の演出が大幅に変更され、裏投げで「風」、切り株返しで「林」、地雷震で空中に打ち上げて「火」、雲つかみ投げで「山」という流れになり、フィニッシュ時に「風林火山」の文字が背景に浮び上がる。
極大地獄極楽落とし（きょくだいじごくごくらくおとし）
『2003』のリーダー超必殺技。従来のMAX版「地獄極楽落とし」と同じく相手を何回も地面に叩き付け、投げ飛ばした後で空中の相手を「雲つかみ投げ」でフィニッシュ。
驚天動地(きょうてんどうち)
『XIII』のNEO MAX。カウンター技で、攻撃してきた相手を背負い投げの後上空に放り投げ、落下に合わせて強烈な地雷震で追い討ちをかける。
MAXキャンセルから出した場合は性能が変化し、フィニッシュの地雷震を直接繰り出す。
『XIV』でもCLIMAX超必殺技として使用し、フィニッシュの地雷震を放つ際に細い目を限界まで見開いた修羅の形相を見せる。
渾天落とし(こんてんおとし)
『XIV』で追加された超必殺技。相手がダウン中のときのみ使用可能で、相手を空中へと放り上げてから跳び上がって掴み、柔道の袈裟固めのような体勢で地面に叩き付ける技。MAX版では相手を空中に放り投げるまえに地面を引き摺る動作が追加される。

### ストライカー動作
天地返しオリンピックVer.
ダッシュで近づいた後に「天地返し」をかける。『KOF'99 EVORUTION』（以下『'99EVO』と表記）のジャスティスストライカー版と『KOF2000』のセスのアナザーストライカーが使用する。
切り株返しオリンピックVer.
ジャンプキックを仕掛けた後で「切り株返し」をかける。『'99EVO』のダークストライカー版が使用する。
暴れ大門（あばれだいもん）
『2001』で使用する技。「天地返し」を3回連続で仕掛ける。

## その他
- 大門が対戦時に上半身裸の姿になるため、同様に『龍虎の拳2』で上半身裸だったタクマ・サカザキは『KOF』登場の際に胴着を着用した姿に変更された[6]。その後、大門は『2000』でストライカーとして登場する際には胴着を着ているが、『2001』以降は『'98』までと同じく上半身裸になる。

## 登場作品
- THE KING OF FIGHTERS '94〜'98・2001〜2003・XII〜XIV
  - THE KING OF FIGHTERS '99 EVOLUTION （エキストラストライカー）
  - THE KING OF FIGHTERS 2000 （アナザーストライカー）
  - ザ・キング・オブ・ファイターズ 京
- CAPCOM VS. SNKシリーズ （京VS紅丸の対戦時のみ背景に登場）
- SNK VS. CAPCOM 激突カードファイターズシリーズ （個別キャラクターカードが存在）
- 大乱闘スマッシュブラザーズ SPECIAL （KOFスタジアムでの背景に登場）

## 担当声優
- 臼井雅基（『KOF'94』から『KOF XIII』までの各種作品）
- 藤原貴弘（『KOF XIV』以降の各種作品）
- 大友龍三郎（ドラマCD『電撃CD文庫 ザ・キング・オブ・ファイターズ'94』）
- 武内駿輔（『THE KING OF FIGHTERS for GIRLS』[7]）

## 関連人物
- 草薙京 - 盟友、チームメイト
- 二階堂紅丸 - 盟友、チームメイト
- 矢吹真吾 - 自称：草薙京の1番弟子（実際は京のパシリ）、『KOF 2001』『KOF 2003』でのチームメイト